# Kenny Hunter
Kenny Hunter (* 1962 in Edinburgh, Schottland) ist ein zeitgenössischer Bildhauer.

## Leben
Hunter schloss 1987 die Glasgow School of Art im Fach Bildhauerei ab 1967 und ging danach zum Studium der klassischen Bildhauerei an die British School at Athens in Athen. Er ist seit 2006 von Zeit zu Zeit Dozent am Edinburgh College of Art der University of Edinburgh.

## Ehrungen
- 2008: Ehrendoktorwürde der University of Aberdeen.

## Einzelausstellungen
- 1998: Arnolfini - Centre for Contemporary Arts, Bristol, England.
- 2000: Scottish National Portrait Gallery, Edinburgh, Schottland.
- 2006: Yorkshire Sculpture Park.
- 2008: A Shout in the Street Tramway, Glasgow, Schottland.

## Gemeinschaftsausstellungen
- 2007: Blickachsen 6, Bad Homburg vor der Höhe, mit Red Boy.
- 2008: Busan Biennale, Busan, Republic of Korea.
- 2009: Blickachsen 7, Bad Homburg vor der Höhe.
- 2013: Blickachsen 9, Kurpark Bad Homburg vor der Höhe, mit Black Swan.[1]
- 2015/2016: British Art+, Museum Art.Plus, Donaueschingen[2]. Katalog.

## Kunstwerke im öffentlichen Raum

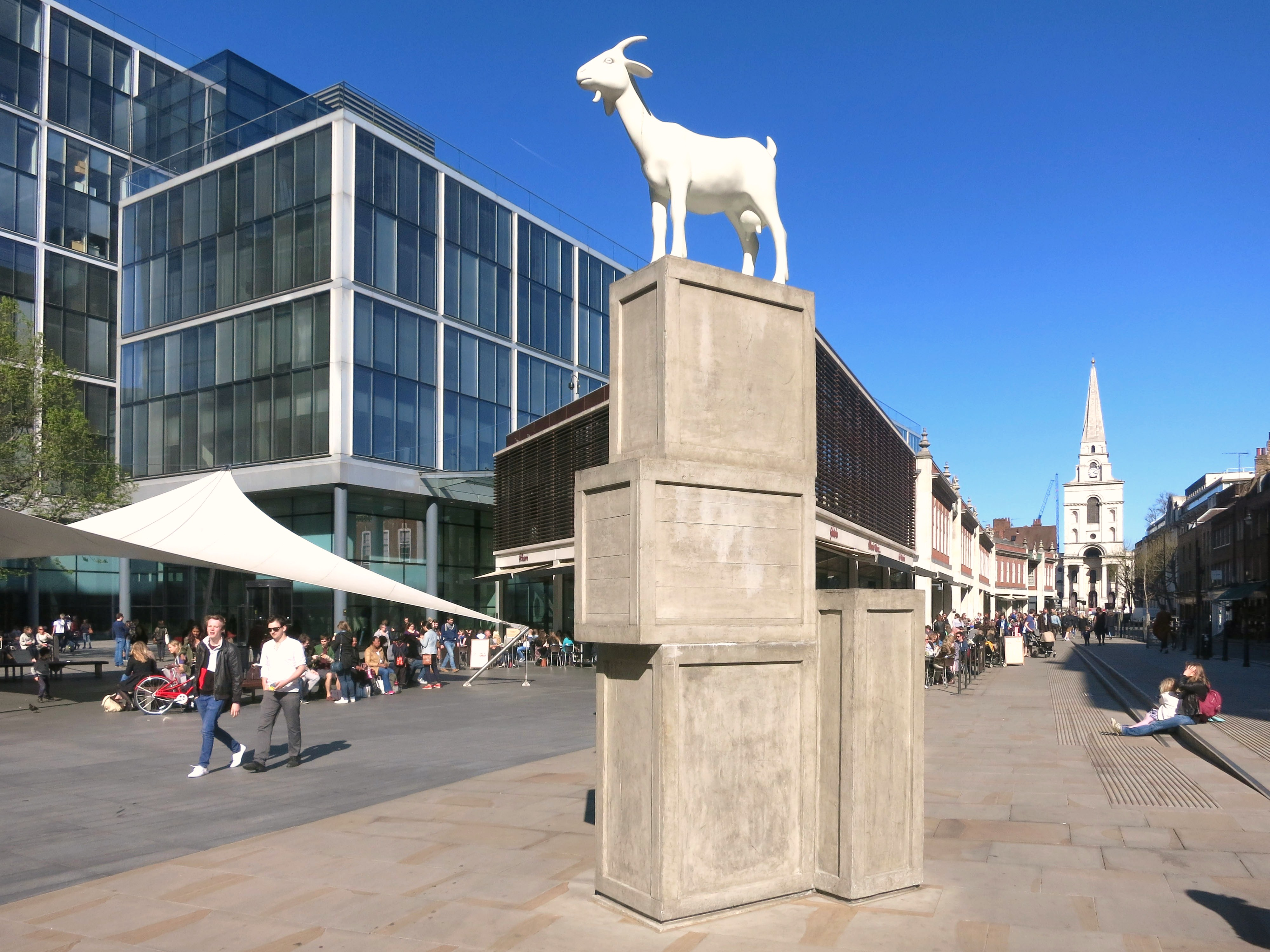
I Goat, Spitalfields

- 2001: Citizen Firefighter, Glasgow, Central Station.
- 2005: Youth with Split Apple, King’s College, Aberdeen, Schottland.
- 2010: iGoat, Spitalfields, London Borough of Tower Hamlets, London, England.

## Kurzfilm
- 2015: Elephant for Glasgow: A Public Artwork for Bellahouston Park, Glasgow. Edinburgh College of Art.